# Wilhelm Hansen (Kunstsammler)

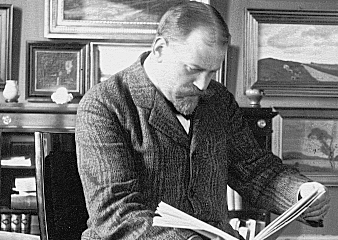
Wilhelm Hansen in Ordrupgaard, unbekannter Fotograf um 1920

Wilhelm Peter Henning Hansen (geboren am 27. November 1868 in Kopenhagen; gestorben am 4. Februar 1936 in Ordrup) war ein dänischer Versicherungsdirektor, Kunstsammler und Begründer der Sammlung des Museums Ordrupgaard.

## Leben

### Familie und beruflicher Werdegang
Wilhelm Hansen kam als Sohn von Niels Christian Adolph Hansen (1829–1918) und seiner Frau Josephine Marie Sophie, geborene Buntzen (1842–1914), in Kopenhagen zur Welt. Er besuchte zunächst die Schule Efterslægten Skole und begann danach eine Karriere in der Versicherungswirtschaft. Mit etwa zwanzig Jahren arbeitete er für die dänische Niederlassung der englischen Lebensversicherung Gresham. 1889 nahm er seine Tätigkeit für den dänischen Versicherer Søassurancen auf und übernahm 1891 die Generalvertretung für Gresham in Dänemark.
Hansen war Anhänger der Plansprache Volapük. Er gab hierzu Text- und Wörterbücher heraus und unterrichtete die Sprache an der Polytekniske Læreanstalt. Das Interesse an Volapük teilte er mit Henny Nathalie Soelberg Jensen, die er 1887 kennengelernt hatte und am 30. Oktober 1891 heiratete.
Er setzte 1896 die Idee um, nach englischem Vorbild Lebensversicherungen für alle Bevölkerungsschichten anzubieten. Hierzu gründete er die dänische Versicherung Dansk Folkeforsikringsanstalt, die ein großer Erfolg wurde. Später begründete er zudem die international ausgerichtete Versicherungsgesellschaft Mundus. Die dänische Versicherung Hafnia ernannte ihn 1905 zu ihrem Direktor. Das Amt bekleidete er bis zu seinem Tod 1936. Darüber hinaus gehörte Hansen 1919 zu den Mitbegründern der französischen Versicherungsgesellschaft La Populaire. Weiterhin war er Vorsitzender des dänischen Lebensversicherungsverbandes und saß im Aufsichtsrat von mehreren Versicherungsgesellschaften, darunter der Dana und der Danske Phoenix. Für seine Verdienste im Versicherungswesen wurde er 1909 zum Ritter des Dannebrogorden ernannt und erhielt 1912 den Ehrentitel Staatsrat (Etatsråd).

### Ordrupgaard und die Kunstsammlung Hansen
Das Interesse für Kunst wurde bei Wilhelm Hansen durch seinen Schulfreund Peter Hansen geweckt, der später selbst Maler wurde und der Künstlergruppe Fynboerne angehörte. Durch ihn lernte er den Maler Viggo Johansen und den Gestalter Thorvald Bindesbøll kennen, die fortan zum Freundeskreis von Wilhelm und Henny Hansen gehörten. Mit 24 Jahren erwarb Wilhelm Hansen sein erstes Gemälde, ein Motiv mit Kühen in einer Landschaft des dänischen Malers Johan Thomas Lundbye. Es folgten bald weitere Werke von Malern des Goldenen Zeitalters in Dänemark wie Christen Købke und Christoffer Wilhelm Eckersberg. Hinzu kamen Werke aus der zweiten Hälfte des 19. Jahrhunderts von Künstlern wie Lauritz Andersen Ring oder Vilhelm Hammershøi.
Der dänische Kunsthistoriker Karl Madsen weckte bei Wilhelm Hansen das Interesse für die Malerei der französischen Impressionisten und Nachimpressionisten. Hansen hielt sich wiederholt geschäftlich in Paris auf und ließ sich dort teilweise von dem Kunstkritiker Théodore Duret beim Kauf von Kunstwerken beraten. Bei Händlern wie Alphonse Kann und Ambroise Vollard erwarb Hansen Bilder von Jean-Auguste-Dominique Ingres, Eugène Delacroix, Camille Corot, Charles-François Daubigny, Honoré Daumier, Théodore Rousseau, Eugène Boudin, Gustave Courbet Édouard Manet, Edgar Degas, Berthe Morisot, Pierre-Auguste Renoir Claude Monet, Alfred Sisley, Camille Pissarro, Paul Gauguin, Odilon Redon, Paul Cézanne und Henri Matisse. Auch auf Auktionen kaufte Hansen Werke an, beispielsweise 1918 bei der Nachlassversteigerung von Edgar Degas.
Von 1916 bis 1918 ließen sich Wilhelm und Henny Hansen nördlich von Kopenhagen am Rand des Jagdgebietes Jægersborg Dyrehave das Landhaus Ordrupgaard erbauen. Das nach Plänen des Architekten Gotfred Tvede errichtete Sommerhaus sollte ursprünglich der Familie vorbehalten sein. Noch vor Baubeginn entschied sich das Ehepaar Hansen jedoch, die rasch wachsende Kunstsammlung in einem angeschlossenen Galerietrakt unterzubringen. Am 14. September 1918 wurde Ordrupgaard mit einem großen Fest eingeweiht. Hansen hegte den Wunsch, dem dänischen Publikum französische Kunst näherzubringen. Hierzu öffnete er Ordrupgaard an einzelnen Tagen für die Öffentlichkeit. Weiterhin begründete Hansen die Foreningen Fransk Kunst (Vereinigung Französische Kunst), deren Vorsitzender und treibende Kraft er war. Er organisierte verschiedene Kunstausstellungen, darunter 1918 eine Schau zu Camille Corot, 1920 präsentierte er Werke von Edgar Degas und 1922 von Édouard Manet. Darüber hinaus zeigte er Ausstellungen französischer Kunst in Oslo und Stockholm.
Zusammen mit dem dänischen Sammler Herman Heilbuth und der Galerie Winkel & Magnussen aus Kopenhagen bildete Hansen ein Konsortium, das in Frankreich im großen Stil Kunstwerke auf Kredit ankaufte. Hierzu gehörte beispielsweise ein Teil der Sammlung des französischen Kunstsammlers George Viau. Ziel war es, diese Werke nach Skandinavien zu bringen und an dortige Sammler zu vermitteln. Als 1922 das Bankhaus Den Danske Landmandsbank Bankrott anmeldete, sah sich Hansen gezwungen, in kurzer Zeit Kredite zu bedienen. Dies war ihm nur möglich, indem er 76 Hauptwerke seiner Kunstsammlung verkaufe. Zunächst hatte er dem dänischen Staat ein Vorkaufsrecht eingeräumt, das jedoch abgelehnt wurde. Einige Werke erwarb schließlich die private Ny Carlsberg Glyptotek in Kopenhagen, darunter Bilder von Vincent van Gogh, Edgar Degas, Honoré Daumier, Eugène Deacroix, Camille Corot, Édouard Manet, Paul Cézanne und Henri de Toulouse-Lautrec. Der Großteil der Werke ging hingegen ins Ausland, wo der Schweizer Oskar Reinhart, der Japaner Matsukata Kōjirō und der Amerikaner Albert C. Barnes zu den Käufern gehörten. Hansen öffnete Ordrupgaard nach dem Verkauf der Bilder nicht mehr für das Publikum und nur auf Anfrage gewährte er Einzelpersonen den Zutritt zur verbliebenen Sammlung. Nachdem sich Hansen wirtschaftlich erholt hatte, nahm er seine Sammeltätigkeit erneut auf. Bis 1933 kaufte er weitere bedeutende Werke französischer und auch dänischer Künstler an. Zudem organisierte er weiterhin Ausstellungen, so 1928 Französischer Kunst des 19. Jahrhunderts in der Ny Carlsberg Glyptotek und zu Skulpturen von Auguste Rodin im Schloss Charlottenborg.
Wilhelm Hansen starb 1936 an den Folgen eines Verkehrsunfalls. Sein Grab befindet sich auf dem Kopenhagener Friedhof Vestre Kirkegård. Er hinterließ kein Testament, sodass sein Besitz zunächst an seine Frau überging. Henny Hansen lebte bis 1951 und vererbte die Kunstsammlung und das Anwesen Ordrupgaard dem dänischen Staat, verbunden mit der Verpflichtung, den Besitz der Öffentlichkeit zugänglich zu machen. Ordrupgaard ist seit 1953 als staatliches Museum für das Publikum geöffnet.

### Werke der Sammlung Hansen in Ordrupgaard

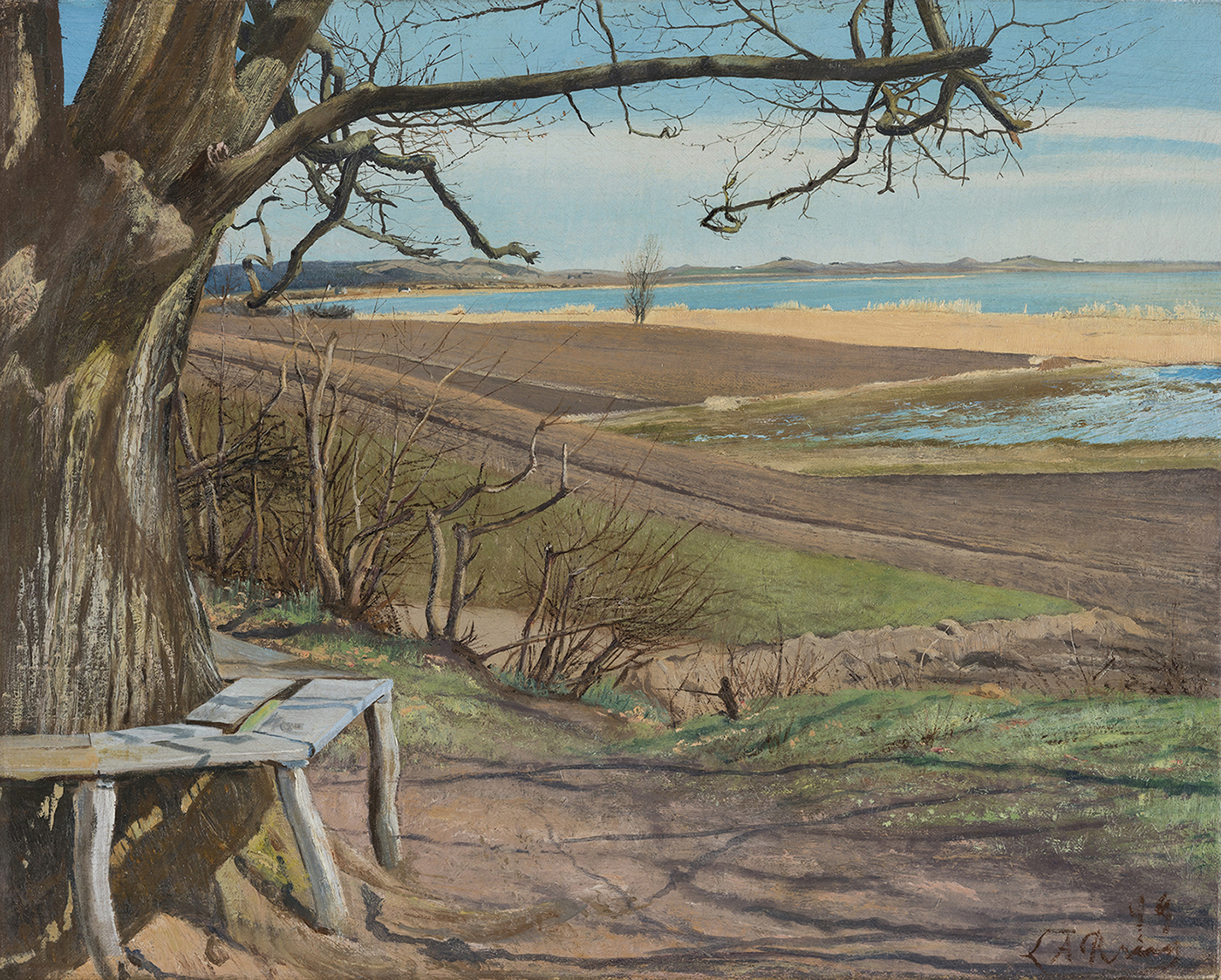
Lauritz Andersen Ring: Lundbyes bænk ved Arresø
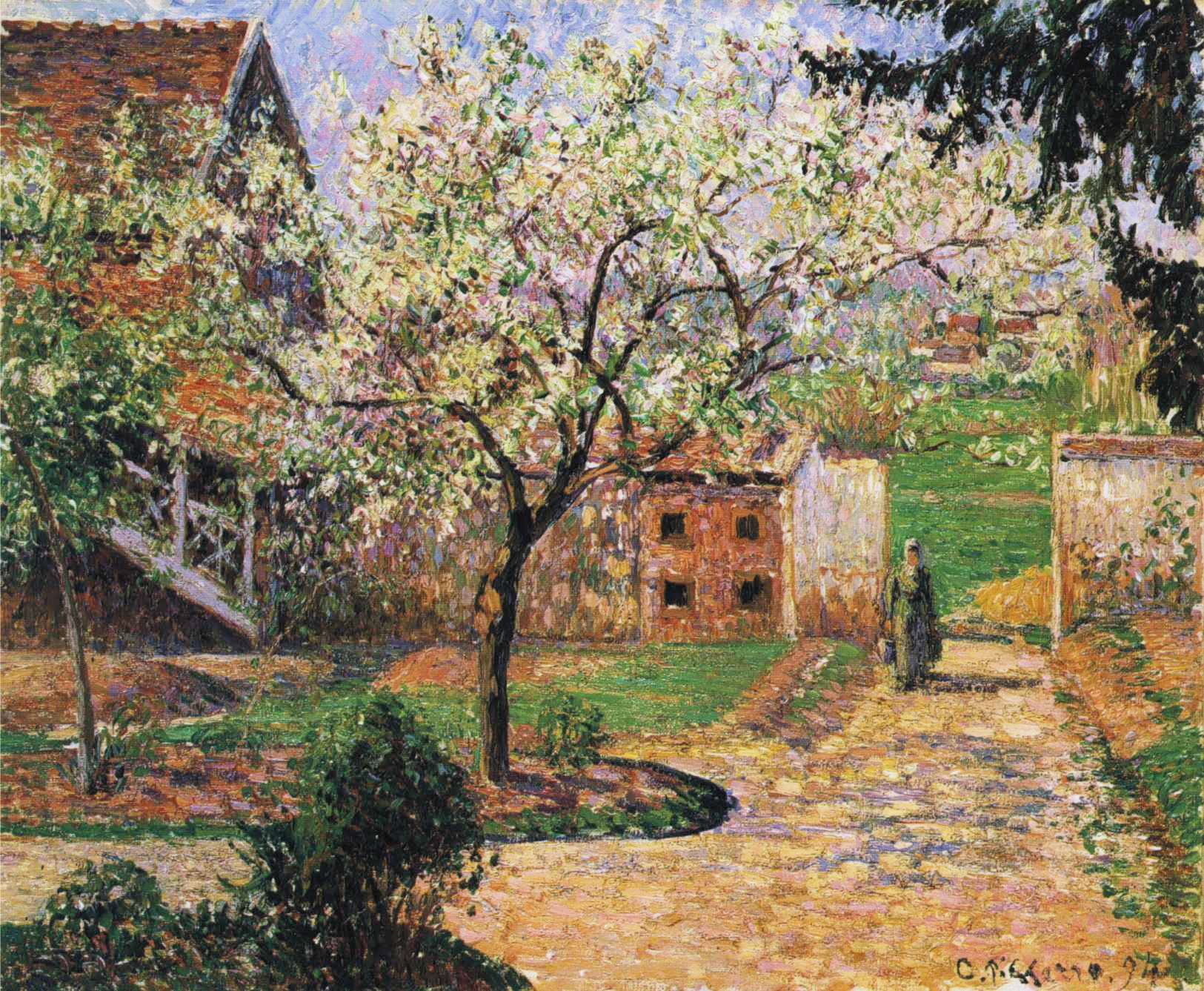
Camille Pissarro: Blühender Pflaumenbaum
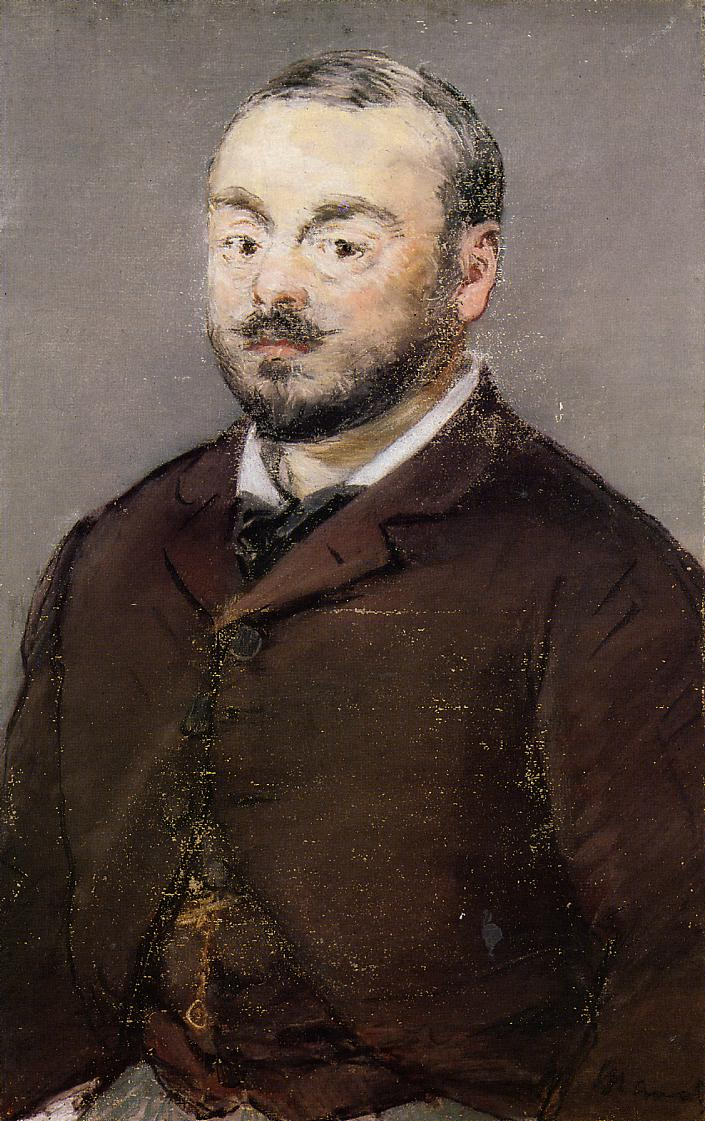
Édouard Manet: Portrait Emmanuel Chabrier
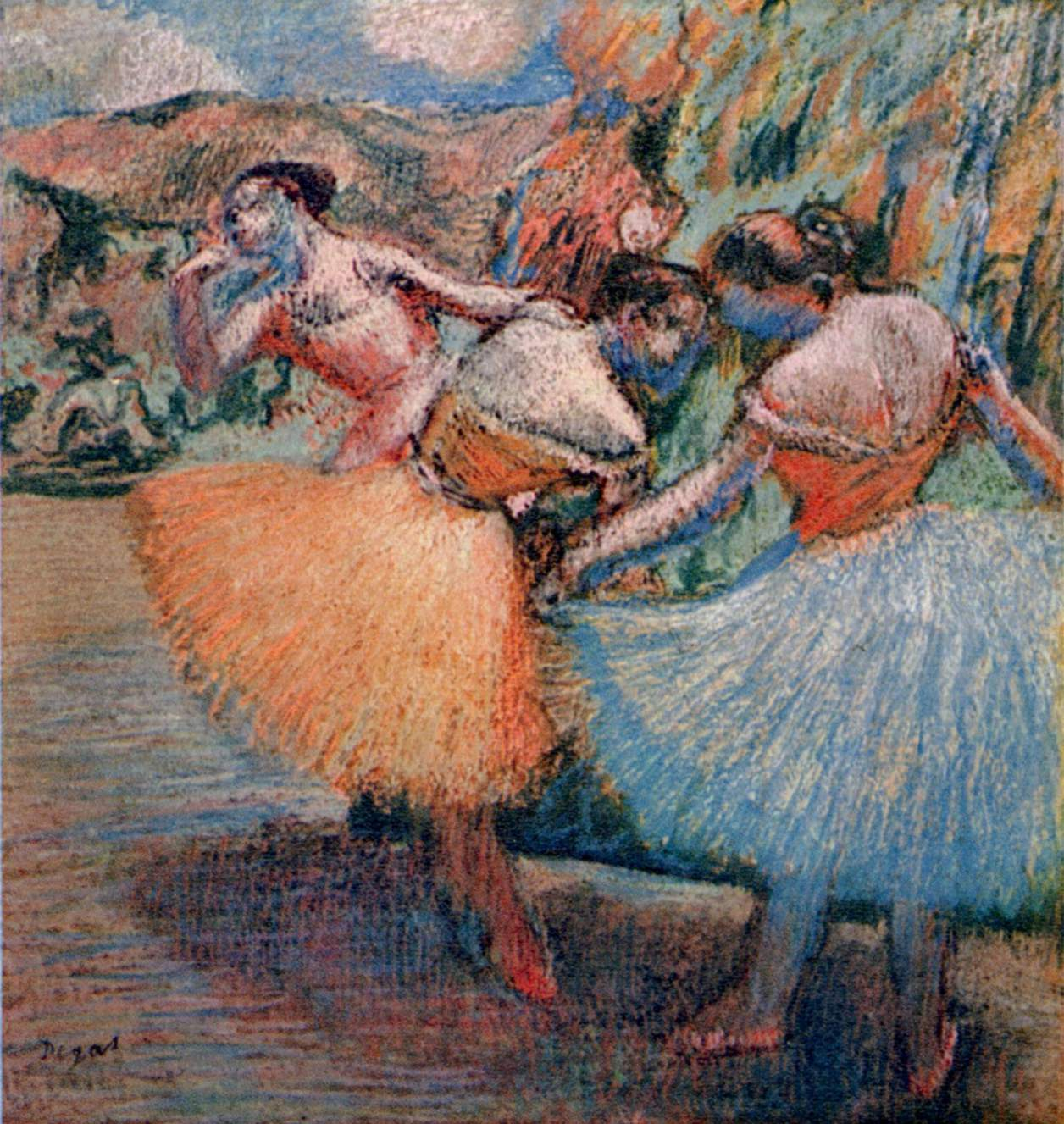
Edgar Degas: Drei Tänzerinnen
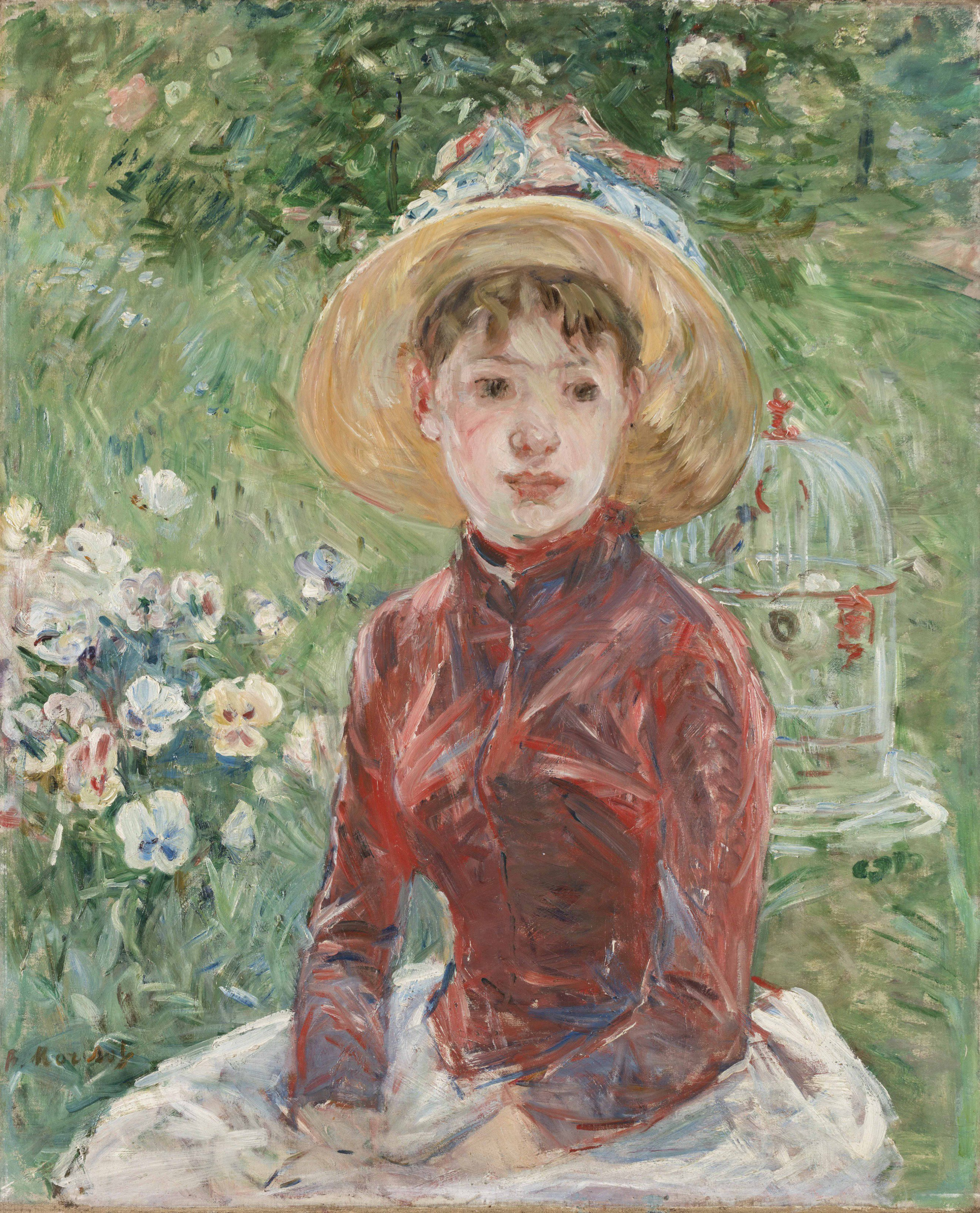
Berthe Morisot: Die rote Jacke
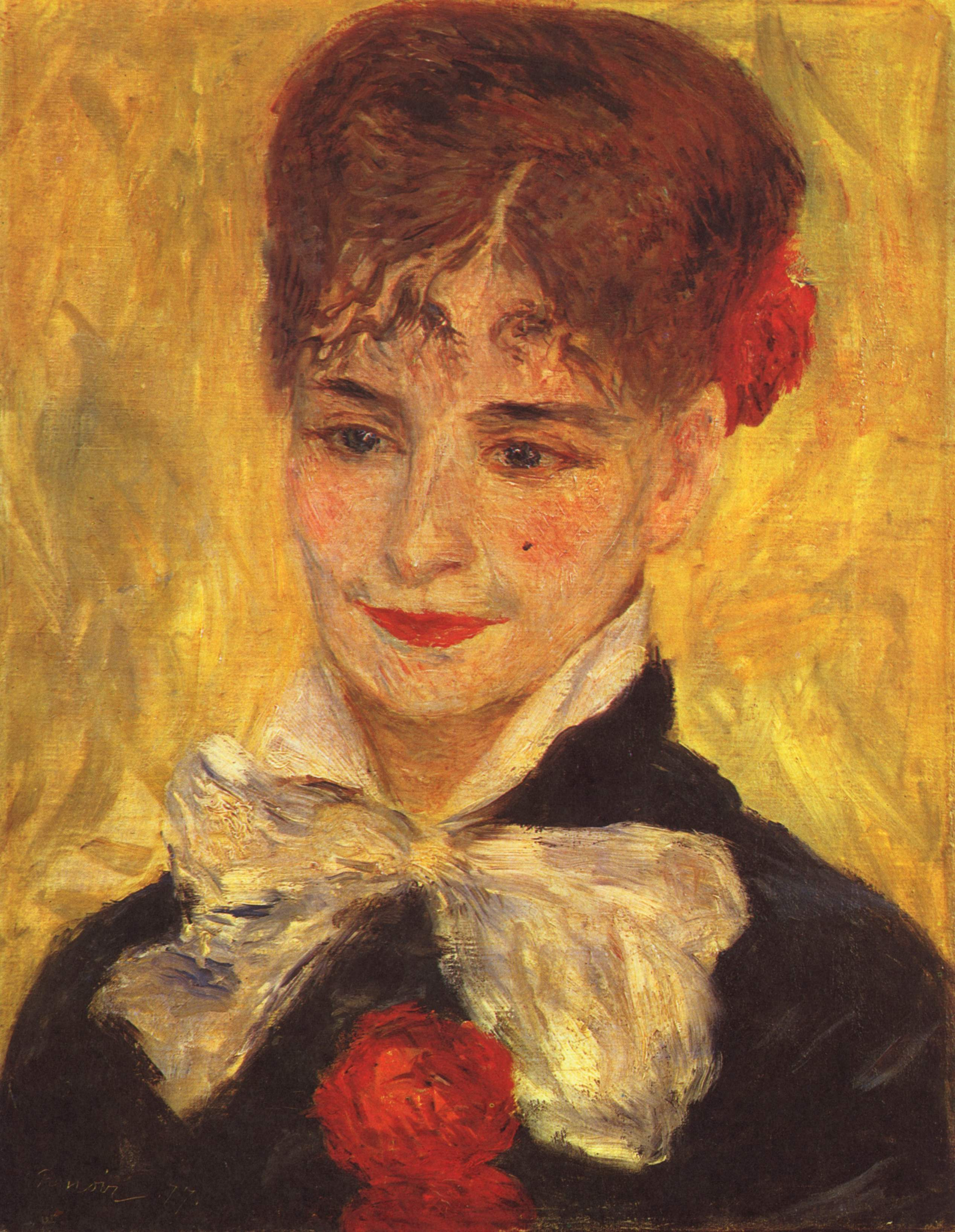
Pierre-Auguste Renoir: Madame Iscovesco
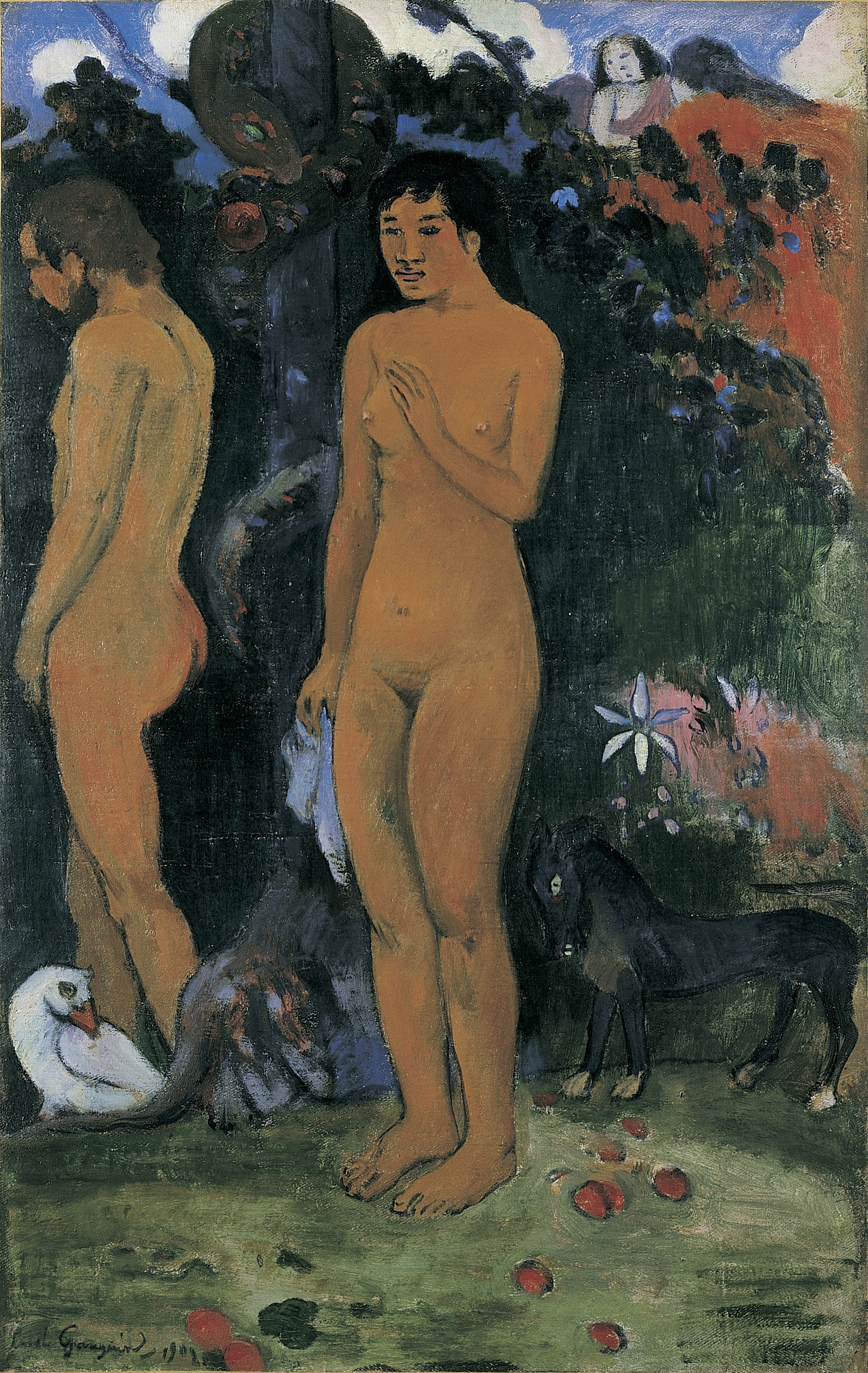
Paul Gauguin: Adam und Eva
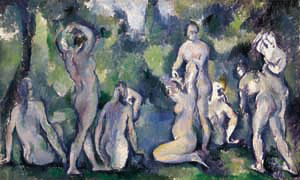
Paul Cezanne: Badende